# Matthew Beard (Amerikaanse acteur)

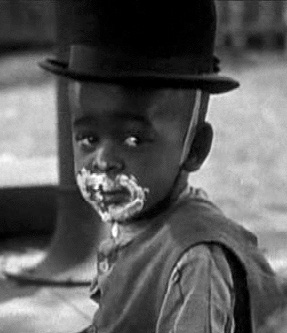
Stymie in School's Out uit 1930

Matthew Beard jr. (Los Angeles, 1 januari 1925 – aldaar, 8 januari 1981) was een Afro-Amerikaans acteur.
Beard was voor het eerst op het grote scherm te zien als extra in de laatste stomme film van Mary Pickford: My Best Girl (1927). Hierna had hij ook figurantenrollen in andere films, waaronder Uncle Tom's Cabin (1927), Show Boat (1929) en Hallelujah (1929).
In 1930 verving hij Allen Hoskins in de serie Our Gang en kreeg hier de bijnaam Stymie. In de serie droeg hij altijd een bolhoed. Deze kreeg hij als cadeau van komiek Stan Laurel.
Regisseur Robert McGowan gaf hem de bijnaam. Hij raakte altijd gefrustreerd (stymied) als Beard op verkenning uit ging in de studio. Zijn bijnaam zou eigenlijk Hercules worden. McGowan vertelde later dat Beard zijn favoriete acteur was uit de serie.
Beard had dertien broers en zussen. Hij kon ze onderhouden met het geld dat hij van de serie kreeg als loon. Hij werd in 1935 vervangen door Billie Thomas. Hierna kreeg hij nog kleine rollen in films, waaronder The Littlest Rebel (1935), Captain Blood (1935), The Prisoner of Shark Island (1936), Jezebel (1938), Two-Gun Man from Harlem (1938), Swanee River (1939), The Return of Frank James (1940), Belle Starr (1941), Stormy Weather (1943), The Bridge of San Luis Rey (1944), Fallen Angel (1945), Dead Reckoning (1947) en later nog een rol in The Buddy Holly Story (1973).
Toen Beard volwassen werd, eindigde zijn carrière. Hierna kreeg hij een straatleven en raakte verslaafd aan heroïne. Hij werd hierdoor meerdere keren gearresteerd. In de jaren 60 kickte hij af.
In 1981 kreeg Beard een beroerte. Enkele dagen later stierf hij aan een longontsteking.
- Gemeinsame Normdatei: 1286744199
- International Standard Name Identifier: 0000 0000 4369 666X
- Library of Congress Control Number: no90010014
- SNAC: w6111036
- Virtual International Authority File: 38934282
- WorldCat: E39PBJkddPFjqcTm7xHBHv6BT3